# Gwen ferch Ellis
Gwen Ferch Ellis (traducción lit. "Gwen la hija de Ellis"; Llandyrnog c.1542 – 1594) fue una hilandera y curandera galesa, la primera persona de Gales en ser ejecutada en la horca antes de finalizar el año 1594, en virtud de la Ley de Brujería de 1562.
El registro del juicio de Gwen Ferch Ellis es la primera mención de juicio y ejecución por brujería en Gales.

## Biografía
Gwen ferch Ellis nació en la parroquia de Llandyrnog, en el Valle de Clwyd, hacia 1542. Los nombres de sus padres no están registrados, salvo el nombre de pila de su padre, Ellis. Tenía una hermana llamada Elizabeth. A una edad temprana fue enviada a vivir con su tío Harry Roger y permaneció a su cuidado hasta que se casó.
Gwen Ferch Ellis se casó tres veces. Su primer marido, Lewis David Gwyn, murió tras dos años de matrimonio. Después, se casó con un molinero llamado Lewis David Gruffith Gethin (Lewis Gethin). La pareja se trasladó a su molino de Llanelian-yn-Rhos, donde vivían en 1588. Tras 18 años de matrimonio, su segundo marido también murió. En 1592, Gwen se casó con John  Morrice, de la parroquia vecina de Betws y Rhos, y se estableció allí. Se desconoce el destino de su tercer marido, aunque no fue mencionado durante su juicio.

## Acusación
Gwen entra en el registro histórico en 1594, cuando fue examinada por William Hughes (obispo de St Asaph), bajo sospecha de encantamiento. Las actas del examen revelan que Gwen se ganaba la vida hilando y confeccionando telas de lino. Explicó que también era curandera. Hacía ungüentos, emplastos y otros remedios para el tratamiento de personas y animales. Lo hacía a cambio de pequeños regalos de comida o bienes como lana. También atendía a los enfermos, incluidos los niños, y, según ella, utilizaba amuletos para curarlos y protegerlos.

### Pruebas de brujería
El uso de hechizos verbales o escritos no era infrecuente en Gales y otras partes de Gran Bretaña, pero el caso concreto en el que se implicó a Gwen destacó por varias razones. Se encontró un hechizo escrito en casa de Thomas Mostyn, uno de los principales caballeros del norte de Gales. El hechizo también estaba escrito al revés, lo que, según las tradiciones de la época, significaba que estaba pensado como un hechizo destructivo en lugar de curativo. Gwen fue implicada por su asociación con Jane Conway de Marle, cerca de Conwy, viuda de Hugh Gwyn Holland que al parecer tuvo alguna disputa con Mostyn.

## Juicio y ejecución
Después de su interrogatorio por parte del obispo, los magistrados locales fueron facultados para interrogar a los testigos dispuestos a declarar contra Gwen. Cinco hombres y dos mujeres se presentaron con acusaciones de brujería contra ella. Fue acusada de provocar la locura de un niño y de asesinar a un enfermo que murió poco después de ser tratado por Gwen. También se la acusó de tener un carácter vengativo, todo ello mediante el uso de la brujería. Más tarde, en 1594, Gwen fue juzgada por estos cargos y declarada culpable. Fue ejecutada en la horca en la plaza del pueblo de Denbigh antes de finalizar el año.